# Crassensee
Der ca. 10 ha große Crassensee ist ein See in Sachsen-Anhalt (Deutschland) in der Nähe des Ortsteiles Seegrehna der Stadt Lutherstadt Wittenberg (Landkreis Wittenberg).
Der Crassensee ist nur wenige Meter tief und liegt auf einer Höhe von 64 m ü. NN. Er ist der herausragendste Naturraum im Naturschutzgebiet Crassensee und wird über die Elbe in nördliche Richtung in die Nordsee entwässert. Der See ist ein ehemaliger Altarm der Elbe.
Der Elberadweg führt am östlichen Rande des Naturschutzgebietes entlang.
Als Altarm der Elbe ist er ein eutropher Flachwassersee. Auwald, Röhrichte und Wiesen säumen seine Ufer. Im Süden des Sees sind Reste eines ehemaligen Hochwasserdeiches zu erkennen. Dieser ehemalige Deich (Bärenwall genannt) endet bei Wörlitz und ist durch zahlreiche Bruchstellen gekennzeichnet.
Erst bei einem Wasserstand von 5,20 Metern am Pegel Wittenberg wird das Gebiet um den Crassensee vom Hochwasser der Elbe überflutet. 2002 wurde auch dieses Gebiet vom Hochwasser der Elbe nach einem Deichbruch bei Seegrehna heimgesucht. Bei Überflutung durch Hochwasser fließt das Wasser neben dem normalen Ablauf über Leetze und Leetzegraben auch über den ursprünglichen Abfluss, das Wesselfließ, ab. Über Leetze und Leetzegraben führt die sogenannte Zucker-Brücke.